# Everything Is Miscellaneous
Todo es misceláneo: El poder del nuevo desorden digital (en inglés Everything Is Miscellaneous: The Power of the New Digital Disorder) es un libro escrito por David Weinberger, publicado en 2007 (ISBN 0805080430, luego en 2008 ISBN 0805088113). 
La premisa central del libro es que  no existe una forma universalmente aceptable de clasificar la información. Empezando con la historia del Clasificación Decimal Dewey (CDD), Weinberger demuestra que todos los intentos de clasificar reflejan de forma inherente los sesgos de la persona que define el sistema de clasificación.